# Lijst van vissen F-G
Deze lijst van vissen F-G bevat alle vissen beginnende met de letters F en G zoals opgenomen in FishBase. De lijst is gebaseerd op de wetenschappelijke naam van de vissoort. Voor de overige namen zie: Lijst van alle vissen.
1. Facciolella castlei
2. Facciolella equatorialis
3. Facciolella gilbertii
4. Facciolella karreri
5. Facciolella oxyrhyncha
6. Facciolella saurencheloides
7. Farlowella acus
8. Farlowella altocorpus
9. Farlowella amazonum
10. Farlowella colombiensis
11. Farlowella curtirostra
12. Farlowella gracilis
13. Farlowella hahni
14. Farlowella hasemani
15. Farlowella henriquei
16. Farlowella isbruckeri
17. Farlowella jauruensis
18. Farlowella knerii
19. Farlowella mariaelenae
20. Farlowella martini
21. Farlowella nattereri
22. Farlowella odontotumulus
23. Farlowella oxyrryncha
24. Farlowella paraguayensis
25. Farlowella platorynchus
26. Farlowella reticulata
27. Farlowella rugosa
28. Farlowella schreitmuelleri
29. Farlowella smithi
30. Farlowella taphorni
31. Farlowella venezuelensis
32. Farlowella vittata
33. Favonigobius aliciae
34. Favonigobius exquisitus
35. Favonigobius gymnauchen
36. Favonigobius lateralis
37. Favonigobius lentiginosus
38. Favonigobius melanobranchus
39. Favonigobius opalescens
40. Favonigobius reichei
41. Feia dabra
42. Feia nota
43. Feia nympha
44. Feia ranta
45. Fenestraja atripinna
46. Fenestraja cubensis
47. Fenestraja ishiyamai
48. Fenestraja maceachrani
49. Fenestraja mamillidens
50. Fenestraja plutonia
51. Fenestraja sibogae
52. Fenestraja sinusmexicanus
53. Feroxodon multistriatus
54. Festucalex cinctus
55. Festucalex erythraeus
56. Festucalex gibbsi
57. Festucalex prolixus
58. Festucalex scalaris
59. Festucalex wassi
60. Figaro boardmani
61. Figaro striatus
62. Filicampus tigris
63. Filimanus heptadactyla
64. Filimanus hexanema
65. Filimanus perplexa
66. Filimanus sealei
67. Filimanus similis
68. Filimanus xanthonema
69. Fiordichthys slartibartfasti
70. Fistularia commersonii
71. Fistularia corneta
72. Fistularia petimba
73. Fistularia tabacaria
74. Flagellostomias boureei
75. Florenciella lugubris
76. Floridichthys carpio
77. Floridichthys polyommus
78. Fluviphylax obscurus
79. Fluviphylax palikur
80. Fluviphylax pygmaeus
81. Fluviphylax simplex
82. Fluviphylax zonatus
83. Foa brachygramma
84. Foa fo
85. Foa hyalina
86. Foa madagascariensis
87. Fodiator acutus
88. Fodiator rostratus
89. Foerschichthys flavipinnis
90. Foetorepus agassizii
91. Foetorepus australis
92. Foetorepus calauropomus
93. Foetorepus dagmarae
94. Foetorepus garthi
95. Foetorepus goodenbeani
96. Foetorepus kamoharai
97. Foetorepus kanmuensis
98. Foetorepus kinmeiensis
99. Foetorepus masudai
100. Foetorepus paxtoni
101. Foetorepus phasis
102. Foetorepus talarae
103. Foetorepus valdiviae
104. Folifer brevifilis
105. Forbesichthys agassizii
106. Forcipiger flavissimus
107. Forcipiger longirostris
108. Forsterygion bathytaton
109. Forsterygion flavonigrum
110. Forsterygion lapillum
111. Forsterygion malcolmi
112. Forsterygion profundum
113. Forsterygion varium
114. Fossorochromis rostratus
115. Fowleria aurita
116. Fowleria flammea
117. Fowleria isostigma
118. Fowleria marmorata
119. Fowleria polystigma
120. Fowleria punctulata
121. Fowleria vaiulae
122. Fowleria variegata
123. Franciscodoras marmoratus
124. Fraudella carassiops
125. Freemanichthys thompsoni
126. Frontilabrus caeruleus
127. Fucomimus mus
128. Fugu orbimaculatus
129. Fundulopanchax amieti
130. Fundulopanchax arnoldi
131. Fundulopanchax avichang
132. Fundulopanchax batesii
133. Fundulopanchax cinnamomeum
134. Fundulopanchax fallax
135. Fundulopanchax filamentosus
136. Fundulopanchax gardneri gardneri
137. Fundulopanchax gardneri lacustris
138. Fundulopanchax gardneri mamfensis
139. Fundulopanchax gardneri nigerianus
140. Fundulopanchax gresensi
141. Fundulopanchax gularis
142. Fundulopanchax intermittens
143. Fundulopanchax kamdemi
144. Fundulopanchax marmoratus
145. Fundulopanchax mirabilis
146. Fundulopanchax moensis
147. Fundulopanchax ndianus
148. Fundulopanchax oeseri
149. Fundulopanchax powelli
150. Fundulopanchax puerzli
151. Fundulopanchax robertsoni
152. Fundulopanchax rubrolabialis
153. Fundulopanchax scheeli
154. Fundulopanchax sjostedti
155. Fundulopanchax spoorenbergi
156. Fundulopanchax traudeae
157. Fundulopanchax walkeri
158. Fundulus albolineatus
159. Fundulus auroguttatus
160. Fundulus bermudae
161. Fundulus bifax
162. Fundulus blairae
163. Fundulus catenatus
164. Fundulus chrysotus
165. Fundulus cingulatus
166. Fundulus confluentus
167. Fundulus diaphanus diaphanus
168. Fundulus diaphanus menona
169. Fundulus dispar
170. Fundulus escambiae
171. Fundulus euryzonus
172. Fundulus grandis
173. Fundulus grandissimus
174. Fundulus heteroclitus heteroclitus
175. Fundulus heteroclitus macrolepidotus
176. Fundulus jenkinsi
177. Fundulus julisia
178. Fundulus kansae
179. Fundulus lima
180. Fundulus lineolatus
181. Fundulus luciae
182. Fundulus majalis
183. Fundulus notatus
184. Fundulus nottii
185. Fundulus olivaceus
186. Fundulus parvipinnis
187. Fundulus persimilis
188. Fundulus philpisteri
189. Fundulus pulvereus
190. Fundulus rathbuni
191. Fundulus relictus
192. Fundulus rubrifrons
193. Fundulus saguanus
194. Fundulus sciadicus
195. Fundulus seminolis
196. Fundulus similis
197. Fundulus stellifer
198. Fundulus waccamensis
199. Fundulus zebrinus
200. Furcina ishikawae
201. Furcina osimae
202. Furcodontichthys novaesi
203. Furgaleus macki
204. Fusigobius aureus
205. Fusigobius duospilus
206. Fusigobius inframaculatus
207. Fusigobius longispinus
208. Fusigobius maximus
209. Fusigobius melacron
210. Fusigobius neophytus
211. Fusigobius pallidus
212. Fusigobius signipinnis
213. Gadella brocca
214. Gadella dancoheni
215. Gadella edelmanni
216. Gadella filifer
217. Gadella imberbis
218. Gadella jordani
219. Gadella macrura
220. Gadella maraldi
221. Gadella molokaiensis
222. Gadella norops
223. Gadella obscurus
224. Gadella svetovidovi
225. Gadella thysthlon
226. Gadiculus argenteus argenteus
227. Gadiculus argenteus thori
228. Gadomus aoteanus
229. Gadomus arcuatus
230. Gadomus capensis
231. Gadomus colletti
232. Gadomus denticulatus
233. Gadomus dispar
234. Gadomus filamentosus
235. Gadomus introniger
236. Gadomus longifilis
237. Gadomus magnifilis
238. Gadomus melanopterus
239. Gadomus multifilis
240. Gadomus pepperi
241. Gadopsis bispinosus
242. Gadopsis marmoratus
243. Gadus macrocephalus
244. Gadus morhua
245. Gadus ogac
246. Gagata cenia
247. Gagata dolichonema
248. Gagata gagata
249. Gagata gasawyuh
250. Gagata itchkeea
251. Gagata melanopterus
252. Gagata pakistanica
253. Gagata sexualis
254. Gagata youssoufi
255. Gaidropsarus argentatus
256. Gaidropsarus biscayensis
257. Gaidropsarus capensis
258. Gaidropsarus ensis
259. Gaidropsarus granti
260. Gaidropsarus guttatus
261. Gaidropsarus insularum
262. Gaidropsarus macrophthalmus
263. Gaidropsarus mediterraneus
264. Gaidropsarus novaezealandiae
265. Gaidropsarus pacificus
266. Gaidropsarus pakhorukovi
267. Gaidropsarus parini
268. Gaidropsarus vulgaris
269. Galaxias anomalus
270. Galaxias argenteus
271. Galaxias auratus
272. Galaxias brevipinnis
273. Galaxias cobitinis
274. Galaxias depressiceps
275. Galaxias divergens
276. Galaxias eldoni
277. Galaxias fasciatus
278. Galaxias fontanus
279. Galaxias fuscus
280. Galaxias globiceps
281. Galaxias gollumoides
282. Galaxias gracilis
283. Galaxias johnstoni
284. Galaxias macronasus
285. Galaxias maculatus
286. Galaxias neocaledonicus
287. Galaxias niger
288. Galaxias occidentalis
289. Galaxias olidus
290. Galaxias parvus
291. Galaxias paucispondylus
292. Galaxias pedderensis
293. Galaxias platei
294. Galaxias postvectis
295. Galaxias prognathus
296. Galaxias pullus
297. Galaxias rekohua
298. Galaxias rostratus
299. Galaxias tanycephalus
300. Galaxias truttaceus
301. Galaxias vulgaris
302. Galaxias zebratus
303. Galaxiella munda
304. Galaxiella nigrostriata
305. Galaxiella pusilla
306. Galeichthys ater
307. Galeichthys feliceps
308. Galeichthys peruvianus
309. Galeocerdo cuvier
310. Galeocharax gulo
311. Galeocharax humeralis
312. Galeocharax knerii
313. Galeoides decadactylus
314. Galeorhinus galeus
315. Galeus antillensis
316. Galeus arae
317. Galeus atlanticus
318. Galeus cadenati
319. Galeus eastmani
320. Galeus gracilis
321. Galeus longirostris
322. Galeus melastomus
323. Galeus mincaronei
324. Galeus murinus
325. Galeus nipponensis
326. Galeus piperatus
327. Galeus polli
328. Galeus priapus
329. Galeus sauteri
330. Galeus schultzi
331. Galeus springeri
332. Gambusia affinis
333. Gambusia alvarezi
334. Gambusia amistadensis
335. Gambusia atrora
336. Gambusia aurata
337. Gambusia baracoana
338. Gambusia beebei
339. Gambusia bucheri
340. Gambusia clarkhubbsi
341. Gambusia dominicensis
342. Gambusia echeagarayi
343. Gambusia eurystoma
344. Gambusia gaigei
345. Gambusia geiseri
346. Gambusia georgei
347. Gambusia heterochir
348. Gambusia hispaniolae
349. Gambusia holbrooki
350. Gambusia hurtadoi
351. Gambusia krumholzi
352. Gambusia lemaitrei
353. Gambusia longispinis
354. Gambusia luma
355. Gambusia manni
356. Gambusia marshi
357. Gambusia melapleura
358. Gambusia monticola
359. Gambusia myersi
360. Gambusia nicaraguensis
361. Gambusia nobilis
362. Gambusia panuco
363. Gambusia pseudopunctata
364. Gambusia punctata
365. Gambusia puncticulata
366. Gambusia regani
367. Gambusia rhizophorae
368. Gambusia senilis
369. Gambusia sexradiata
370. Gambusia speciosa
371. Gambusia vittata
372. Gambusia wrayi
373. Gambusia xanthosoma
374. Gambusia yucatana
375. Gammogobius steinitzi
376. Gargariscus prionocephalus
377. Garmanella pulchra
378. Garo khajuriai
379. Garra aethiopica
380. Garra allostoma
381. Garra annandalei
382. Garra apogon
383. Garra barreimiae barreimiae
384. Garra barreimiae shawkahensis
385. Garra bicornuta
386. Garra bispinosa
387. Garra blanfordii
388. Garra borneensis
389. Garra bourreti
390. Garra buettikeri
391. Garra cambodgiensis
392. Garra caudofasciata
393. Garra ceylonensis
394. Garra compressus
395. Garra congoensis
396. Garra cyclostomata
397. Garra cyrano
398. Garra dembecha
399. Garra dembeensis
400. Garra dunsirei
401. Garra duobarbis
402. Garra elongata
403. Garra ethelwynnae
404. Garra fasciacauda
405. Garra findolabium
406. Garra fisheri
407. Garra flavatra
408. Garra fuliginosa
409. Garra geba
410. Garra ghorensis
411. Garra gotyla gotyla
412. Garra gotyla stenorhynchus
413. Garra gracilis
414. Garra gravelyi
415. Garra hainanensis
416. Garra hughi
417. Garra ignestii
418. Garra imberba
419. Garra imberbis
420. Garra kalakadensis
421. Garra kempi
422. Garra laichowensis
423. Garra lamta
424. Garra lancrenonensis
425. Garra lissorhynchus
426. Garra litanensis
427. Garra longipinnis
428. Garra makiensis
429. Garra mamshuqa
430. Garra manipurensis
431. Garra mcclellandi
432. Garra menoni
433. Garra micropulvinus
434. Garra mirofrontis
435. Garra mullya
436. Garra naganensis
437. Garra nambulica
438. Garra nasuta
439. Garra nigricollis
440. Garra notata
441. Garra orientalis
442. Garra ornata
443. Garra paralissorhynchus
444. Garra periyarensis
445. Garra persica
446. Garra phillipsi
447. Garra poecilura
448. Garra poilanei
449. Garra propulvinus
450. Garra qiaojiensis
451. Garra quadrimaculata
452. Garra rakhinica
453. Garra regressus
454. Garra robustus
455. Garra rossica
456. Garra rotundinasus
457. Garra rufa
458. Garra rupecula
459. Garra sahilia gharbia
460. Garra sahilia sahilia
461. Garra salweenica
462. Garra spilota
463. Garra surendranathanii
464. Garra tana
465. Garra tengchongensis
466. Garra theunensis
467. Garra tibanica
468. Garra trewavasai
469. Garra variabilis
470. Garra vittatula
471. Garra wanae
472. Garra waterloti
473. Garra yiliangensis
474. Gasterochisma melampus
475. Gasteropelecus levis
476. Gasteropelecus maculatus
477. Gasteropelecus sternicla
478. Gasterosteus aculeatus aculeatus
479. Gasterosteus aculeatus santaeannae
480. Gasterosteus aculeatus williamsoni
481. Gasterosteus crenobiontus
482. Gasterosteus microcephalus
483. Gasterosteus wheatlandi
484. Gastrocyathus gracilis
485. Gastrocymba quadriradiata
486. Gastromyzon aequabilis
487. Gastromyzon aeroides
488. Gastromyzon auronigrus
489. Gastromyzon bario
490. Gastromyzon borneensis
491. Gastromyzon contractus
492. Gastromyzon cornusaccus
493. Gastromyzon cranbrooki
494. Gastromyzon crenastus
495. Gastromyzon ctenocephalus
496. Gastromyzon danumensis
497. Gastromyzon embalohensis
498. Gastromyzon extrorsus
499. Gastromyzon farragus
500. Gastromyzon fasciatus
501. Gastromyzon ingeri
502. Gastromyzon introrsus
503. Gastromyzon katibasensis
504. Gastromyzon lepidogaster
505. Gastromyzon megalepis
506. Gastromyzon monticola
507. Gastromyzon ocellatus
508. Gastromyzon ornaticauda
509. Gastromyzon pariclavis
510. Gastromyzon praestans
511. Gastromyzon psiloetron
512. Gastromyzon punctulatus
513. Gastromyzon ridens
514. Gastromyzon russulus
515. Gastromyzon scitulus
516. Gastromyzon spectabilis
517. Gastromyzon stellatus
518. Gastromyzon umbrus
519. Gastromyzon venustus
520. Gastromyzon viriosus
521. Gastromyzon zebrinus
522. Gastropsetta frontalis
523. Gastroscyphus hectoris
524. Gavialiceps arabicus
525. Gavialiceps bertelseni
526. Gavialiceps javanicus
527. Gavialiceps taeniola
528. Gavialiceps taiwanensis
529. Gazza achlamys
530. Gazza dentex
531. Gazza minuta
532. Gazza rhombea
533. Gazza squamiventralis
534. Gelanoglanis nanonocticolus
535. Gelanoglanis stroudi
536. Gelanoglanis travieso
537. Gempylus serpens
538. Genicanthus bellus
539. Genicanthus caudovittatus
540. Genicanthus lamarck
541. Genicanthus melanospilos
542. Genicanthus personatus
543. Genicanthus semicinctus
544. Genicanthus semifasciatus
545. Genicanthus spinus
546. Genicanthus takeuchii
547. Genicanthus watanabei
548. Genidens barbus
549. Genidens genidens
550. Genidens machadoi
551. Genidens planifrons
552. Genioliparis ferox
553. Genioliparis kafanovi
554. Genioliparis lindbergi
555. Genyagnus monopterygius
556. Genyatremus luteus
557. Genycharax tarpon
558. Genyochromis mento
559. Genyomyrus donnyi
560. Genyonemus lineatus
561. Genypterus blacodes
562. Genypterus brasiliensis
563. Genypterus capensis
564. Genypterus chilensis
565. Genypterus maculatus
566. Genypterus tigerinus
567. Geophagus abalios
568. Geophagus altifrons
569. Geophagus argyrostictus
570. Geophagus brachybranchus
571. Geophagus brasiliensis
572. Geophagus brokopondo
573. Geophagus camopiensis
574. Geophagus crassilabris
575. Geophagus dicrozoster
576. Geophagus gottwaldi
577. Geophagus grammepareius
578. Geophagus harreri
579. Geophagus iporangensis
580. Geophagus itapicuruensis
581. Geophagus megasema
582. Geophagus obscurus
583. Geophagus parnaibae
584. Geophagus pellegrini
585. Geophagus proximus
586. Geophagus steindachneri
587. Geophagus surinamensis
588. Geophagus taeniopareius
589. Geophagus winemilleri
590. Geotria australis
591. Gephyroberyx darwinii
592. Gephyroberyx japonicus
593. Gephyroberyx philippinus
594. Gephyrocharax atracaudatus
595. Gephyrocharax caucanus
596. Gephyrocharax chaparae
597. Gephyrocharax chocoensis
598. Gephyrocharax intermedius
599. Gephyrocharax major
600. Gephyrocharax martae
601. Gephyrocharax melanocheir
602. Gephyrocharax sinuensis
603. Gephyrocharax valencia
604. Gephyrocharax venezuelae
605. Gephyrocharax whaleri
606. Gephyrochromis lawsi
607. Gephyrochromis moorii
608. Gephyroglanis congicus
609. Gephyroglanis gymnorhynchus
610. Gephyroglanis habereri
611. Gerlachea australis
612. Gerres akazakii
613. Gerres argyreus
614. Gerres baconensis
615. Gerres chrysops
616. Gerres cinereus
617. Gerres decacanthus
618. Gerres equulus
619. Gerres erythrourus
620. Gerres filamentosus
621. Gerres infasciatus
622. Gerres japonicus
623. Gerres kapas
624. Gerres limbatus
625. Gerres longirostris
626. Gerres macracanthus
627. Gerres maldivensis
628. Gerres methueni
629. Gerres microphthalmus
630. Gerres mozambiquensis
631. Gerres nigri
632. Gerres oblongus
633. Gerres ovatus
634. Gerres oyena
635. Gerres phaiya
636. Gerres philippinus
637. Gerres ryukyuensis
638. Gerres setifer
639. Gerres shima
640. Gerres silaceus
641. Gerres subfasciatus
642. Geryichthys sterbai
643. Gibberichthys latifrons
644. Gibberichthys pumilus
645. Gibbonsia elegans
646. Gibbonsia evides
647. Gibbonsia metzi
648. Gibbonsia montereyensis
649. Gigantactis balushkini
650. Gigantactis elsmani
651. Gigantactis gargantua
652. Gigantactis gibbsi
653. Gigantactis golovani
654. Gigantactis gracilicauda
655. Gigantactis herwigi
656. Gigantactis ios
657. Gigantactis kreffti
658. Gigantactis longicauda
659. Gigantactis longicirra
660. Gigantactis macronema
661. Gigantactis meadi
662. Gigantactis microdontis
663. Gigantactis microphthalmus
664. Gigantactis paxtoni
665. Gigantactis perlatus
666. Gigantactis savagei
667. Gigantactis vanhoeffeni
668. Gigantactis watermani
669. Giganthias immaculatus
670. Gigantura chuni
671. Gigantura indica
672. Gila alvordensis
673. Gila atraria
674. Gila bicolor
675. Gila boraxobius
676. Gila brevicauda
677. Gila coerulea
678. Gila conspersa
679. Gila crassicauda
680. Gila cypha
681. Gila ditaenia
682. Gila elegans
683. Gila eremica
684. Gila intermedia
685. Gila minacae
686. Gila modesta
687. Gila nigra
688. Gila nigrescens
689. Gila orcuttii
690. Gila pandora
691. Gila pulchra
692. Gila purpurea
693. Gila robusta
694. Gila seminuda
695. Gilbertidia dolganovi
696. Gilbertidia ochotensis
697. Gilbertidia pustulosa
698. Gilbertolus alatus
699. Gilbertolus atratoensis
700. Gilbertolus maracaiboensis
701. Gilchristella aestuaria
702. Gillellus arenicola
703. Gillellus chathamensis
704. Gillellus greyae
705. Gillellus healae
706. Gillellus inescatus
707. Gillellus jacksoni
708. Gillellus ornatus
709. Gillellus searcheri
710. Gillellus semicinctus
711. Gillellus uranidea
712. Gillichthys mirabilis
713. Gillichthys seta
714. Gilloblennius abditus
715. Gilloblennius tripennis
716. Ginglymostoma cirratum
717. Ginsburgellus novemlineatus
718. Girardinichthys ireneae
719. Girardinichthys multiradiatus
720. Girardinichthys viviparus
721. Girardinus creolus
722. Girardinus cubensis
723. Girardinus denticulatus
724. Girardinus falcatus
725. Girardinus metallicus
726. Girardinus microdactylus
727. Girardinus uninotatus
728. Girella albostriata
729. Girella cyanea
730. Girella elevata
731. Girella feliciana
732. Girella fimbriata
733. Girella freminvillii
734. Girella leonina
735. Girella mezina
736. Girella nebulosa
737. Girella nigricans
738. Girella punctata
739. Girella simplicidens
740. Girella stuebeli
741. Girella tephraeops
742. Girella tricuspidata
743. Girella zebra
744. Girella zonata
745. Gladioglanis conquistador
746. Gladioglanis machadoi
747. Gladiogobius ensifer
748. Glanapteryx anguilla
749. Glanapteryx niobium
750. Glandulocauda melanogenys
751. Glandulocauda melanopleura
752. Glanidium albescens
753. Glanidium bockmanni
754. Glanidium catharinensis
755. Glanidium cesarpintoi
756. Glanidium leopardum
757. Glanidium melanopterum
758. Glanidium ribeiroi
759. Glaniopsis denudata
760. Glaniopsis gossei
761. Glaniopsis hanitschi
762. Glaniopsis multiradiata
763. Glaphyropoma rodriguesi
764. Glaridoglanis andersonii
765. Glaucosoma buergeri
766. Glaucosoma hebraicum
767. Glaucosoma magnificum
768. Glaucosoma scapulare
769. Glaucostegus granulatus
770. Glaucostegus halavi
771. Glaucostegus typus
772. Glenoglossa wassi
773. Glossamia abo
774. Glossamia aprion
775. Glossamia beauforti
776. Glossamia gjellerupi
777. Glossamia heurni
778. Glossamia narindica
779. Glossamia sandei
780. Glossamia trifasciata
781. Glossamia wichmanni
782. Glossanodon australis
783. Glossanodon danieli
784. Glossanodon elongatus
785. Glossanodon leioglossus
786. Glossanodon lineatus
787. Glossanodon melanomanus
788. Glossanodon mildredae
789. Glossanodon nazca
790. Glossanodon polli
791. Glossanodon pseudolineatus
792. Glossanodon pygmaeus
793. Glossanodon semifasciatus
794. Glossanodon struhsakeri
795. Glossogobius ankaranensis
796. Glossogobius aureus
797. Glossogobius bicirrhosus
798. Glossogobius brunnoides
799. Glossogobius bulmeri
800. Glossogobius callidus
801. Glossogobius celebius
802. Glossogobius circumspectus
803. Glossogobius coatesi
804. Glossogobius concavifrons
805. Glossogobius flavipinnis
806. Glossogobius giuris
807. Glossogobius hoesei
808. Glossogobius intermedius
809. Glossogobius kokius
810. Glossogobius koragensis
811. Glossogobius mas
812. Glossogobius matanensis
813. Glossogobius obscuripinnis
814. Glossogobius olivaceus
815. Glossogobius sparsipapillus
816. Glossogobius torrentis
817. Glossolepis dorityi
818. Glossolepis incisus
819. Glossolepis leggetti
820. Glossolepis maculosus
821. Glossolepis multisquamata
822. Glossolepis pseudoincisus
823. Glossolepis ramuensis
824. Glossolepis wanamensis
825. Glyphis gangeticus
826. Glyphis garricki
827. Glyphis glyphis
828. Glyphis siamensis
829. Glyptauchen panduratus
830. Glyptocephalus cynoglossus
831. Glyptocephalus stelleri
832. Glyptocephalus zachirus
833. Glyptoparus delicatulus
834. Glyptoperichthys xinguensis
835. Glyptophidium argenteum
836. Glyptophidium effulgens
837. Glyptophidium japonicum
838. Glyptophidium longipes
839. Glyptophidium lucidum
840. Glyptophidium macropus
841. Glyptophidium oceanium
842. Glyptosternon akhtari
843. Glyptosternon maculatum
844. Glyptosternon malaisei
845. Glyptosternon reticulatum
846. Glyptothorax alaknandi
847. Glyptothorax annandalei
848. Glyptothorax armeniacus
849. Glyptothorax botius
850. Glyptothorax brevipinnis
851. Glyptothorax buchanani
852. Glyptothorax callopterus
853. Glyptothorax cavia
854. Glyptothorax chindwinica
855. Glyptothorax conirostris
856. Glyptothorax coracinus
857. Glyptothorax cous
858. Glyptothorax davissinghi
859. Glyptothorax deqinensis
860. Glyptothorax dorsalis
861. Glyptothorax exodon
862. Glyptothorax fokiensis
863. Glyptothorax fuscus
864. Glyptothorax garhwali
865. Glyptothorax gracilis
866. Glyptothorax granulus
867. Glyptothorax honghensis
868. Glyptothorax housei
869. Glyptothorax indicus
870. Glyptothorax interspinalum
871. Glyptothorax jalalensis
872. Glyptothorax kashmirensis
873. Glyptothorax kudremukhensis
874. Glyptothorax kurdistanicus
875. Glyptothorax lampris
876. Glyptothorax laosensis
877. Glyptothorax lonah
878. Glyptothorax longicauda
879. Glyptothorax longjiangensis
880. Glyptothorax macromaculatus
881. Glyptothorax madraspatanum
882. Glyptothorax major
883. Glyptothorax manipurensis
884. Glyptothorax minimaculatus
885. Glyptothorax minutus
886. Glyptothorax naziri
887. Glyptothorax nelsoni
888. Glyptothorax ngapang
889. Glyptothorax nieuwenhuisi
890. Glyptothorax obscurus
891. Glyptothorax pallozonus
892. Glyptothorax panda
893. Glyptothorax pectinopterus
894. Glyptothorax platypogon
895. Glyptothorax platypogonides
896. Glyptothorax plectilis
897. Glyptothorax poonaensis
898. Glyptothorax prashadi
899. Glyptothorax punjabensis
900. Glyptothorax quadriocellatus
901. Glyptothorax rugimentum
902. Glyptothorax saisii
903. Glyptothorax siamensis
904. Glyptothorax silviae
905. Glyptothorax sinensis
906. Glyptothorax steindachneri
907. Glyptothorax stocki
908. Glyptothorax stolickae
909. Glyptothorax striatus
910. Glyptothorax sufii
911. Glyptothorax sykesi
912. Glyptothorax telchitta
913. Glyptothorax tiong
914. Glyptothorax trewavasae
915. Glyptothorax trilineatus
916. Glyptothorax ventrolineatus
917. Glyptothorax zanaensis
918. Glyptothorax zhujiangensis
919. Gnathagnus armatus
920. Gnathagnus cribratus
921. Gnathagnus egregius
922. Gnathagnus innotabilis
923. Gnathanacanthus goetzeei
924. Gnathanodon speciosus
925. Gnathocharax steindachneri
926. Gnathochromis permaxillaris
927. Gnathochromis pfefferi
928. Gnathodentex aureolineatus
929. Gnathodolus bidens
930. Gnatholebias zonatus
931. Gnatholepis anjerensis
932. Gnatholepis cauerensis australis
933. Gnatholepis cauerensis cauerensis
934. Gnatholepis cauerensis hawaiiensis
935. Gnatholepis cauerensis pascuensis
936. Gnatholepis davaoensis
937. Gnatholepis gymnocara
938. Gnatholepis thompsoni
939. Gnatholepis volcanus
940. Gnathonemus barbatus
941. Gnathonemus echidnorhynchus
942. Gnathonemus longibarbis
943. Gnathonemus petersii
944. Gnathophis andriashevi
945. Gnathophis asanoi
946. Gnathophis bathytopos
947. Gnathophis bracheatopos
948. Gnathophis capensis
949. Gnathophis castlei
950. Gnathophis cinctus
951. Gnathophis codoniphorus
952. Gnathophis grahami
953. Gnathophis habenatus
954. Gnathophis heterognathos
955. Gnathophis heterolinea
956. Gnathophis leptosomatus
957. Gnathophis longicauda
958. Gnathophis macroporis
959. Gnathophis melanocoelus
960. Gnathophis microps
961. Gnathophis musteliceps
962. Gnathophis mystax
963. Gnathophis nasutus
964. Gnathophis neocaledoniensis
965. Gnathophis nystromi ginanago
966. Gnathophis nystromi nystromi
967. Gnathophis parini
968. Gnathophis smithi
969. Gnathophis tritos
970. Gnathophis umbrellabius
971. Gnathophis xenica
972. Gnathopogon caerulescens
973. Gnathopogon elongatus
974. Gnathopogon herzensteini
975. Gnathopogon imberbis
976. Gnathopogon mantschuricus
977. Gnathopogon nicholsi
978. Gnathopogon notacanthus
979. Gnathopogon polytaenia
980. Gnathopogon strigatus
981. Gnathopogon taeniellus
982. Gnathopogon tsinanensis
983. Gobiesox adustus
984. Gobiesox aethus
985. Gobiesox barbatulus
986. Gobiesox canidens
987. Gobiesox crassicorpus
988. Gobiesox daedaleus
989. Gobiesox eugrammus
990. Gobiesox fluviatilis
991. Gobiesox fulvus
992. Gobiesox juniperoserrai
993. Gobiesox juradoensis
994. Gobiesox lucayanus
995. Gobiesox maeandricus
996. Gobiesox marijeanae
997. Gobiesox marmoratus
998. Gobiesox mexicanus
999. Gobiesox milleri
1000. Gobiesox multitentaculus
1001. Gobiesox nigripinnis
1002. Gobiesox nudus
1003. Gobiesox papillifer
1004. Gobiesox pinniger
1005. Gobiesox potamius
1006. Gobiesox punctulatus
1007. Gobiesox rhessodon
1008. Gobiesox schultzi
1009. Gobiesox stenocephalus
1010. Gobiesox strumosus
1011. Gobiesox woodsi
1012. Gobio acutipinnatus
1013. Gobio alverniae
1014. Gobio banarescui
1015. Gobio battalgilae
1016. Gobio benacensis
1017. Gobio coriparoides
1018. Gobio cynocephalus
1019. Gobio delyamurei
1020. Gobio gobio gobio
1021. Gobio hettitorum
1022. Gobio huanghensis
1023. Gobio kubanicus
1024. Gobio lingyuanensis
1025. Gobio lozanoi
1026. Gobio macrocephalus
1027. Gobio maeandricus
1028. Gobio meridionalis
1029. Gobio occitaniae
1030. Gobio rivuloides
1031. Gobio sibiricus
1032. Gobio soldatovi
1033. Gobio volgensis
1034. Gobiobotia abbreviata
1035. Gobiobotia brevibarba
1036. Gobiobotia brevirostris
1037. Gobiobotia cheni
1038. Gobiobotia filifer
1039. Gobiobotia guilingensis
1040. Gobiobotia homalopteroidea
1041. Gobiobotia intermedia
1042. Gobiobotia jiangxiensis
1043. Gobiobotia kolleri
1044. Gobiobotia longibarba
1045. Gobiobotia macrocephala
1046. Gobiobotia naktongensis
1047. Gobiobotia nicholsi
1048. Gobiobotia pappenheimi
1049. Gobiobotia paucirastella
1050. Gobiobotia tungi
1051. Gobiobotia yuanjiangensis
1052. Gobiocichla ethelwynnae
1053. Gobiocichla wonderi
1054. Gobiocypris rarus
1055. Gobiodon acicularis
1056. Gobiodon albofasciatus
1057. Gobiodon atrangulatus
1058. Gobiodon axillaris
1059. Gobiodon brochus
1060. Gobiodon ceramensis
1061. Gobiodon citrinus
1062. Gobiodon fulvus
1063. Gobiodon heterospilos
1064. Gobiodon histrio
1065. Gobiodon micropus
1066. Gobiodon multilineatus
1067. Gobiodon oculolineatus
1068. Gobiodon okinawae
1069. Gobiodon prolixus
1070. Gobiodon quinquestrigatus
1071. Gobiodon reticulatus
1072. Gobiodon rivulatus
1073. Gobiodon spilophthalmus
1074. Gobiodon unicolor
1075. Gobioides africanus
1076. Gobioides broussonnetii
1077. Gobioides grahamae
1078. Gobioides peruanus
1079. Gobioides sagitta
1080. Gobiomorphus australis
1081. Gobiomorphus basalis
1082. Gobiomorphus breviceps
1083. Gobiomorphus cotidianus
1084. Gobiomorphus coxii
1085. Gobiomorphus gobioides
1086. Gobiomorphus hubbsi
1087. Gobiomorphus huttoni
1088. Gobiomorus dormitor
1089. Gobiomorus maculatus
1090. Gobiomorus polylepis
1091. Gobionellus atripinnis
1092. Gobionellus comma
1093. Gobionellus daguae
1094. Gobionellus liolepis
1095. Gobionellus microdon
1096. Gobionellus munizi
1097. Gobionellus mystax
1098. Gobionellus occidentalis
1099. Gobionellus oceanicus
1100. Gobionellus phenacus
1101. Gobionellus stomatus
1102. Gobionellus thoropsis
1103. Gobionotothen acuta
1104. Gobionotothen angustifrons
1105. Gobionotothen barsukovi
1106. Gobionotothen gibberifrons
1107. Gobionotothen marionensis
1108. Gobiopsis angustifrons
1109. Gobiopsis aporia
1110. Gobiopsis arenaria
1111. Gobiopsis atrata
1112. Gobiopsis bravoi
1113. Gobiopsis canalis
1114. Gobiopsis exigua
1115. Gobiopsis macrostoma
1116. Gobiopsis malekulae
1117. Gobiopsis pinto
1118. Gobiopsis quinquecincta
1119. Gobiopsis springeri
1120. Gobiopsis woodsi
1121. Gobiopterus birtwistlei
1122. Gobiopterus brachypterus
1123. Gobiopterus chuno
1124. Gobiopterus lacustris
1125. Gobiopterus macrolepis
1126. Gobiopterus mindanensis
1127. Gobiopterus panayensis
1128. Gobiopterus semivestita
1129. Gobiopterus stellatus
1130. Gobiosoma bosc
1131. Gobiosoma chiquita
1132. Gobiosoma ginsburgi
1133. Gobiosoma grosvenori
1134. Gobiosoma hemigymnum
1135. Gobiosoma hildebrandi
1136. Gobiosoma homochroma
1137. Gobiosoma longipala
1138. Gobiosoma nudum
1139. Gobiosoma paradoxum
1140. Gobiosoma parri
1141. Gobiosoma robustum
1142. Gobiosoma schultzi
1143. Gobiosoma spes
1144. Gobiosoma spilotum
1145. Gobiosoma yucatanum
1146. Gobitrichinotus arnoulti
1147. Gobitrichinotus radiocularis
1148. Gobius ater
1149. Gobius ateriformis
1150. Gobius auratus
1151. Gobius bucchichi
1152. Gobius cobitis
1153. Gobius couchi
1154. Gobius cruentatus
1155. Gobius fallax
1156. Gobius gasteveni
1157. Gobius geniporus
1158. Gobius hypselosoma
1159. Gobius kolombatovici
1160. Gobius koseirensis
1161. Gobius leucomelas
1162. Gobius niger
1163. Gobius paganellus
1164. Gobius roulei
1165. Gobius rubropunctatus
1166. Gobius scorteccii
1167. Gobius senegambiensis
1168. Gobius strictus
1169. Gobius tetrophthalmus
1170. Gobius tigrellus
1171. Gobius tropicus
1172. Gobius vittatus
1173. Gobius xanthocephalus
1174. Gobiusculus flavescens
1175. Gobulus birdsongi
1176. Gobulus crescentalis
1177. Gobulus hancocki
1178. Gobulus myersi
1179. Goeldiella eques
1180. Gogangra laevis
1181. Gogangra viridescens
1182. Gogo arcuatus
1183. Gogo atratus
1184. Gogo brevibarbis
1185. Gogo ornatus
1186. Gogolia filewoodi
1187. Gollum attenuatus
1188. Gomphosus caeruleus
1189. Gomphosus varius
1190. Gonialosa manmina
1191. Gonialosa modesta
1192. Gonialosa whiteheadi
1193. Gonichthys barnesi
1194. Gonichthys cocco
1195. Gonichthys tenuiculus
1196. Gonichthys venetus
1197. Goniistius ephippium
1198. Goniistius fuscus
1199. Goniistius gibbosus
1200. Goniistius plessisi
1201. Goniistius quadricornis
1202. Goniistius spectabilis
1203. Goniistius vestitus
1204. Goniistius vittatus
1205. Goniistius zebra
1206. Goniistius zonatus
1207. Gonioplectrus hispanus
1208. Gonorynchus abbreviatus
1209. Gonorynchus forsteri
1210. Gonorynchus gonorynchus
1211. Gonorynchus greyi
1212. Gonorynchus moseleyi
1213. Gonostoma atlanticum
1214. Gonostoma bathyphilum
1215. Gonostoma denudatum
1216. Gonostoma elongatum
1217. Gonostoma longipinnis
1218. Goodea atripinnis
1219. Goodea gracilis
1220. Goodea luitpoldii
1221. Gordiichthys combibus
1222. Gordiichthys ergodes
1223. Gordiichthys irretitus
1224. Gordiichthys leibyi
1225. Gordiichthys randalli
1226. Gorgasia barnesi
1227. Gorgasia cotroneii
1228. Gorgasia galzini
1229. Gorgasia hawaiiensis
1230. Gorgasia inferomaculata
1231. Gorgasia japonica
1232. Gorgasia klausewitzi
1233. Gorgasia maculata
1234. Gorgasia naeocepaea
1235. Gorgasia preclara
1236. Gorgasia punctata
1237. Gorgasia sillneri
1238. Gorgasia taiwanensis
1239. Gorgasia thamani
1240. Gorogobius nigricinctus
1241. Gorogobius stevcici
1242. Gouania willdenowi
1243. Gracila albomarginata
1244. Grahamichthys radiata
1245. Grahamina capito
1246. Grahamina gymnota
1247. Grahamina nigripenne
1248. Grallenia arenicola
1249. Grallenia lipi
1250. Gramma brasiliensis
1251. Gramma linki
1252. Gramma loreto
1253. Gramma melacara
1254. Grammatobothus krempfi
1255. Grammatobothus pennatus
1256. Grammatobothus polyophthalmus
1257. Grammatonotus ambiortus
1258. Grammatonotus crosnieri
1259. Grammatonotus laysanus
1260. Grammatonotus macrophthalmus
1261. Grammatonotus surugaensis
1262. Grammatorcynus bicarinatus
1263. Grammatorcynus bilineatus
1264. Grammatostomias circularis
1265. Grammatostomias dentatus
1266. Grammatostomias flagellibarba
1267. Grammatotria lemairii
1268. Grammicolepis brachiusculus
1269. Grammistes sexlineatus
1270. Grammistops ocellatus
1271. Grammonoides opisthodon
1272. Grammonus ater
1273. Grammonus claudei
1274. Grammonus diagrammus
1275. Grammonus longhursti
1276. Grammonus robustus
1277. Grammonus thielei
1278. Grammonus waikiki
1279. Grammonus yunokawai
1280. Grammoplites knappi
1281. Grammoplites scaber
1282. Grammoplites suppositus
1283. Grasseichthys gabonensis
1284. Graus nigra
1285. Greenwoodochromis bellcrossi
1286. Greenwoodochromis christyi
1287. Grundulus bogotensis
1288. Grundulus cochae
1289. Grundulus quitoensis
1290. Guavina guavina
1291. Guavina micropus
1292. Gudusia chapra
1293. Gudusia variegata
1294. Guentheridia formosa
1295. Guentherus altivela
1296. Guentherus katoi
1297. Guianacara cuyunii
1298. Guianacara geayi
1299. Guianacara oelemariensis
1300. Guianacara owroewefi
1301. Guianacara sphenozona
1302. Guianacara stergiosi
1303. Gulaphallus bikolanus
1304. Gulaphallus eximius
1305. Gulaphallus falcifer
1306. Gulaphallus mirabilis
1307. Gulaphallus panayensis
1308. Gunnellichthys copleyi
1309. Gunnellichthys curiosus
1310. Gunnellichthys grandoculis
1311. Gunnellichthys irideus
1312. Gunnellichthys monostigma
1313. Gunnellichthys pleurotaenia
1314. Gunnellichthys viridescens
1315. Gunterichthys bussingi
1316. Gunterichthys coheni
1317. Gunterichthys longipenis
1318. Gurgesiella atlantica
1319. Gurgesiella dorsalifera
1320. Gurgesiella furvescens
1321. Guttigadus globiceps
1322. Guttigadus globosus
1323. Guttigadus kongi
1324. Guttigadus latifrons
1325. Guttigadus nudicephalus
1326. Guttigadus nudirostre
1327. Guttigadus squamirostre
1328. Guyu wujalwujalensis
1329. Gvozdarus balushkini
1330. Gvozdarus svetovidovi
1331. Gymnachirus melas
1332. Gymnachirus nudus
1333. Gymnachirus texae
1334. Gymnallabes nops
1335. Gymnallabes typus
1336. Gymnammodytes capensis
1337. Gymnammodytes cicerelus
1338. Gymnammodytes semisquamatus
1339. Gymnapistes marmoratus
1340. Gymnapogon africanus
1341. Gymnapogon annona
1342. Gymnapogon foraminosus
1343. Gymnapogon japonicus
1344. Gymnapogon melanogaster
1345. Gymnapogon philippinus
1346. Gymnapogon urospilotus
1347. Gymnapogon vanderbilti
1348. Gymnarchus niloticus
1349. Gymneleotris seminuda
1350. Gymnelopsis brashnikovi
1351. Gymnelopsis brevifenestrata
1352. Gymnelopsis humilis
1353. Gymnelopsis ocellata
1354. Gymnelopsis ochotensis
1355. Gymnelus andersoni
1356. Gymnelus barsukovi
1357. Gymnelus diporus
1358. Gymnelus esipovi
1359. Gymnelus gracilis
1360. Gymnelus hemifasciatus
1361. Gymnelus obscurus
1362. Gymnelus pauciporus
1363. Gymnelus platycephalus
1364. Gymnelus popovi
1365. Gymnelus retrodorsalis
1366. Gymnelus soldatovi
1367. Gymnelus taeniatus
1368. Gymnelus viridis
1369. Gymnoamblyopus novaeguineae
1370. Gymnocaesio gymnoptera
1371. Gymnocanthus detrisus
1372. Gymnocanthus galeatus
1373. Gymnocanthus herzensteini
1374. Gymnocanthus intermedius
1375. Gymnocanthus pistilliger
1376. Gymnocanthus tricuspis
1377. Gymnocanthus vandesandei
1378. Gymnocephalus acerinus
1379. Gymnocephalus baloni
1380. Gymnocephalus cernuus
1381. Gymnocephalus schraetser
1382. Gymnochanda filamentosa
1383. Gymnochanda flamea
1384. Gymnochanda limi
1385. Gymnocharacinus bergii
1386. Gymnoclinus cristulatus
1387. Gymnocorymbus bondi
1388. Gymnocorymbus ternetzi
1389. Gymnocorymbus thayeri
1390. Gymnocranius audleyi
1391. Gymnocranius elongatus
1392. Gymnocranius euanus
1393. Gymnocranius frenatus
1394. Gymnocranius grandoculis
1395. Gymnocranius griseus
1396. Gymnocranius microdon
1397. Gymnocrotaphus curvidens
1398. Gymnocypris chilianensis
1399. Gymnocypris chui
1400. Gymnocypris dobula
1401. Gymnocypris eckloni
1402. Gymnocypris firmispinatus
1403. Gymnocypris namensis
1404. Gymnocypris potanini
1405. Gymnocypris przewalskii
1406. Gymnocypris scleracanthus
1407. Gymnocypris scoliostomus
1408. Gymnocypris waddellii
1409. Gymnodanio strigatus
1410. Gymnodiptychus dybowskii
1411. Gymnodiptychus integrigymnatus
1412. Gymnodiptychus pachycheilus
1413. Gymnodraco acuticeps
1414. Gymnogeophagus australis
1415. Gymnogeophagus balzanii
1416. Gymnogeophagus caaguazuensis
1417. Gymnogeophagus che
1418. Gymnogeophagus gymnogenys
1419. Gymnogeophagus labiatus
1420. Gymnogeophagus lacustris
1421. Gymnogeophagus meridionalis
1422. Gymnogeophagus rhabdotus
1423. Gymnogeophagus setequedas
1424. Gymnogobius breunigii
1425. Gymnogobius bungei
1426. Gymnogobius isaza
1427. Gymnogobius laevis
1428. Gymnogobius mororanus
1429. Gymnogobius nigrimembranis
1430. Gymnogobius nigripinnis
1431. Gymnogobius opperiens
1432. Gymnogobius petschiliensis
1433. Gymnogobius taranetzi
1434. Gymnogobius uchidai
1435. Gymnogobius urotaenia
1436. Gymnogobius zhoushanensis
1437. Gymnomuraena zebra
1438. Gymnorhamphichthys hypostomus
1439. Gymnorhamphichthys petiti
1440. Gymnorhamphichthys rondoni
1441. Gymnorhamphichthys rosamariae
1442. Gymnosarda unicolor
1443. Gymnoscopelus bolini
1444. Gymnoscopelus braueri
1445. Gymnoscopelus fraseri
1446. Gymnoscopelus hintonoides
1447. Gymnoscopelus microlampas
1448. Gymnoscopelus nicholsi
1449. Gymnoscopelus opisthopterus
1450. Gymnoscopelus piabilis
1451. Gymnoscyphus ascitus
1452. Gymnostomus horai
1453. Gymnothorax afer
1454. Gymnothorax albimarginatus
1455. Gymnothorax angusticauda
1456. Gymnothorax angusticeps
1457. Gymnothorax annasona
1458. Gymnothorax annulatus
1459. Gymnothorax atolli
1460. Gymnothorax australicola
1461. Gymnothorax austrinus
1462. Gymnothorax bacalladoi
1463. Gymnothorax baranesi
1464. Gymnothorax bathyphilus
1465. Gymnothorax berndti
1466. Gymnothorax breedeni
1467. Gymnothorax buroensis
1468. Gymnothorax castaneus
1469. Gymnothorax castlei
1470. Gymnothorax cephalospilus
1471. Gymnothorax chilospilus
1472. Gymnothorax chlamydatus
1473. Gymnothorax conspersus
1474. Gymnothorax cribroris
1475. Gymnothorax dorsalis
1476. Gymnothorax dovii
1477. Gymnothorax elegans
1478. Gymnothorax enigmaticus
1479. Gymnothorax equatorialis
1480. Gymnothorax eurostus
1481. Gymnothorax eurygnathos
1482. Gymnothorax favagineus
1483. Gymnothorax fimbriatus
1484. Gymnothorax flavimarginatus
1485. Gymnothorax flavoculus
1486. Gymnothorax formosus
1487. Gymnothorax funebris
1488. Gymnothorax fuscomaculatus
1489. Gymnothorax gracilicauda
1490. Gymnothorax griseus
1491. Gymnothorax hansi
1492. Gymnothorax hepaticus
1493. Gymnothorax herrei
1494. Gymnothorax hubbsi
1495. Gymnothorax intesi
1496. Gymnothorax isingteena
1497. Gymnothorax javanicus
1498. Gymnothorax johnsoni
1499. Gymnothorax kidako
1500. Gymnothorax kolpos
1501. Gymnothorax kontodontos
1502. Gymnothorax longinquus
1503. Gymnothorax maderensis
1504. Gymnothorax mareei
1505. Gymnothorax margaritophorus
1506. Gymnothorax marshallensis
1507. Gymnothorax mccoskeri
1508. Gymnothorax megaspilus
1509. Gymnothorax melatremus
1510. Gymnothorax meleagris
1511. Gymnothorax microspila
1512. Gymnothorax microstictus
1513. Gymnothorax miliaris
1514. Gymnothorax minor
1515. Gymnothorax moluccensis
1516. Gymnothorax monochrous
1517. Gymnothorax monostigma
1518. Gymnothorax mordax
1519. Gymnothorax moringa
1520. Gymnothorax mucifer
1521. Gymnothorax nasuta
1522. Gymnothorax neglectus
1523. Gymnothorax nigromarginatus
1524. Gymnothorax niphostigmus
1525. Gymnothorax nubilus
1526. Gymnothorax nudivomer
1527. Gymnothorax nuttingi
1528. Gymnothorax obesus
1529. Gymnothorax ocellatus
1530. Gymnothorax panamensis
1531. Gymnothorax parini
1532. Gymnothorax phalarus
1533. Gymnothorax phasmatodes
1534. Gymnothorax philippinus
1535. Gymnothorax pictus
1536. Gymnothorax pikei
1537. Gymnothorax pindae
1538. Gymnothorax polygonius
1539. Gymnothorax polyspondylus
1540. Gymnothorax polyuranodon
1541. Gymnothorax porphyreus
1542. Gymnothorax prasinus
1543. Gymnothorax prionodon
1544. Gymnothorax prismodon
1545. Gymnothorax prolatus
1546. Gymnothorax pseudoherrei
1547. Gymnothorax pseudothyrsoideus
1548. Gymnothorax punctatofasciatus
1549. Gymnothorax punctatus
1550. Gymnothorax randalli
1551. Gymnothorax reevesii
1552. Gymnothorax reticularis
1553. Gymnothorax richardsonii
1554. Gymnothorax robinsi
1555. Gymnothorax rueppellii
1556. Gymnothorax sagenodeta
1557. Gymnothorax sagmacephalus
1558. Gymnothorax saxicola
1559. Gymnothorax serratidens
1560. Gymnothorax shaoi
1561. Gymnothorax sokotrensis
1562. Gymnothorax steindachneri
1563. Gymnothorax thyrsoideus
1564. Gymnothorax tile
1565. Gymnothorax undulatus
1566. Gymnothorax unicolor
1567. Gymnothorax vagrans
1568. Gymnothorax verrilli
1569. Gymnothorax vicinus
1570. Gymnothorax woodwardi
1571. Gymnothorax ypsilon
1572. Gymnothorax zonipectis
1573. Gymnotichthys hildae
1574. Gymnotus anguillaris
1575. Gymnotus arapaima
1576. Gymnotus ardilai
1577. Gymnotus bahianus
1578. Gymnotus carapo
1579. Gymnotus cataniapo
1580. Gymnotus chimarrao
1581. Gymnotus choco
1582. Gymnotus coatesi
1583. Gymnotus coropinae
1584. Gymnotus curupira
1585. Gymnotus cylindricus
1586. Gymnotus diamantinensis
1587. Gymnotus esmeraldas
1588. Gymnotus henni
1589. Gymnotus inaequilabiatus
1590. Gymnotus javari
1591. Gymnotus jonasi
1592. Gymnotus maculosus
1593. Gymnotus mamiraua
1594. Gymnotus melanopleura
1595. Gymnotus obscurus
1596. Gymnotus onca
1597. Gymnotus panamensis
1598. Gymnotus pantanal
1599. Gymnotus pantherinus
1600. Gymnotus paraguensis
1601. Gymnotus pedanopterus
1602. Gymnotus stenoleucus
1603. Gymnotus sylvius
1604. Gymnotus tigre
1605. Gymnotus ucamara
1606. Gymnotus varzea
1607. Gymnura afuerae
1608. Gymnura altavela
1609. Gymnura australis
1610. Gymnura bimaculata
1611. Gymnura crebripunctata
1612. Gymnura crooki
1613. Gymnura hirundo
1614. Gymnura japonica
1615. Gymnura marmorata
1616. Gymnura micrura
1617. Gymnura natalensis
1618. Gymnura poecilura
1619. Gyrinichthys minytremus
1620. Gyrinocheilus aymonieri
1621. Gyrinocheilus pennocki
1622. Gyrinocheilus pustulosus
1623. Gyrinomimus andriashevi
1624. Gyrinomimus bruuni
1625. Gyrinomimus grahami
1626. Gyrinomimus myersi
1627. Gyrinomimus simplex